# George Andrew Beck
George Andrew Beck (Streatham, Londres, 28 de mayo de 1904-Liverpool, 13 de septiembre de 1978) fue un Arzobispo católico británico. Arzobispo de Liverpool (1964-1976).

## Biografía
Beck nació en Streatham, en el sur de Londres (1904). Fue educado en Clapham College y más tarde en el Colegio Asuncionista de San Miguel en Hitchin (Hertfordshire). En 1927 fue ordenado sacerdote en la orden de los Asuncionistas (o Agustinos de la Asunción). Fue director de la Becket School en Nottingham y en 1948 fue nombrado obispo coadjutor de la Diócesis de Brentwood y obispo titular de Tigias. Fue obispo de Brentwood (1951-1955) y posteriormente obispo de Salford (1955-1964). Como obispo de Salford, continuó la expansión sustancial de nuevas parroquias y escuelas iniciada por su predecesor, Henry Vincent Marshall, para implementar la Ley de Educación. Beck era un experto en educación y lideró con éxito negociaciones con gobiernos sucesivos para mejorar la posición de las escuelas católicas en todo el país.
Fue nombrado arzobispo de Liverpool (29 de enero de 1964), de donde renunció a la edad de 71 años en 1976. Falleciendo dos años después.
Durante el Concilio Vaticano II fue miembro de la Comisión de Vida Religiosa. En alguno de sus discursos trató de la legitimidad de las armas nucleares disuasorias en caso de guerra defensiva.
El Arzobispo Beck Catholic Sports College en el área de Walton de Liverpool lleva su nombre.